# Matilde Artero
Matilde Artero fue una actriz española que participó en una cincuentena de  películas, entre las décadas de 1920 e inicios de la de 1960, siempre en papeles de reparto.
Comenzó su carrera en películas mudas, comenzando con La loca de la casa de Luis R. Alonso para Producciones Hornemann. Su primer éxito fue interpretando a Pepita junto a Carlos Gardel en la película Esperáme, dirigida por Louis J. Gasnier. Su última aparición en la pantalla fue en la producción A las cinco de la tarde, dirigida en 1961 por Juan Antonio Bardem.

## Filmografía completa
- La loca de la casa (1927)
- La ilustre fregona (1927)
- El orgullo de Albacete (1928)
- Esperáme (1933)
- Barrios bajos (1937)
- Y tú, ¿qué haces? (corto) (1937)
- La alegría de la huerta (1940)
- Alma de Dios (1941)
- Una conquista difícil (1941)
- Los ladrones somos gente honrada (1942)
- Malvaloca (1942)
- Mosquita en palacio (1942)
- Audiencia pública (1946)
- Confidencia (1947)
- Cuatro mujeres (1947)
- Don Quijote de la Mancha (1947)
- Un hombre va por el camino (1949)
- Agustina de Aragón (1950)
- Barco sin rumbo (1951)
- Cuento de hadas (1951)
- La canción de la Malibrán (1951)
- Quema el suelo (1951)
- Lola la Piconera (1951)
- Cerca de la ciudad (1952)
- Manchas de sangre en la luna (1952)
- ¡Che, qué loco! (1953)
- La alegre caravana (1953)
- Nadie lo sabrá (1953)
- Nubes de verano (1953)
- Segundo López, aventurero urbano (1953)
- Agua sangrienta (1954)
- Amor sobre ruedas (1954)
- Cómicos (1954)
- La moza del cántaro (1954)
- Malvaloca (1954)
- Noche de tormenta (1955)
- Juicio final (1955)
- Suspiros de Triana (1955)
- Una aventura de Gil Blas (1955)
- Curra Veleta (1956)
- El amor de Don Juan  (1956)
- Encuentro en la ciudad (1956)
- Manolo, guardia urbano (1956)
- Piedras vivas (1956)
- Un fantasma llamado amor (1956)
- Angeles sin cielo (1957)
- El hereje (1958)
- Llegaron dos hombres (1959)
- Con la vida hicieron fuego (1959)
- Un americano en Toledo (1960)
- La quiniela (1960)
- Azafatas con permiso (1960)
- A las cinco de la tarde (1961)